# Eligiuskapelle (Meienberg)

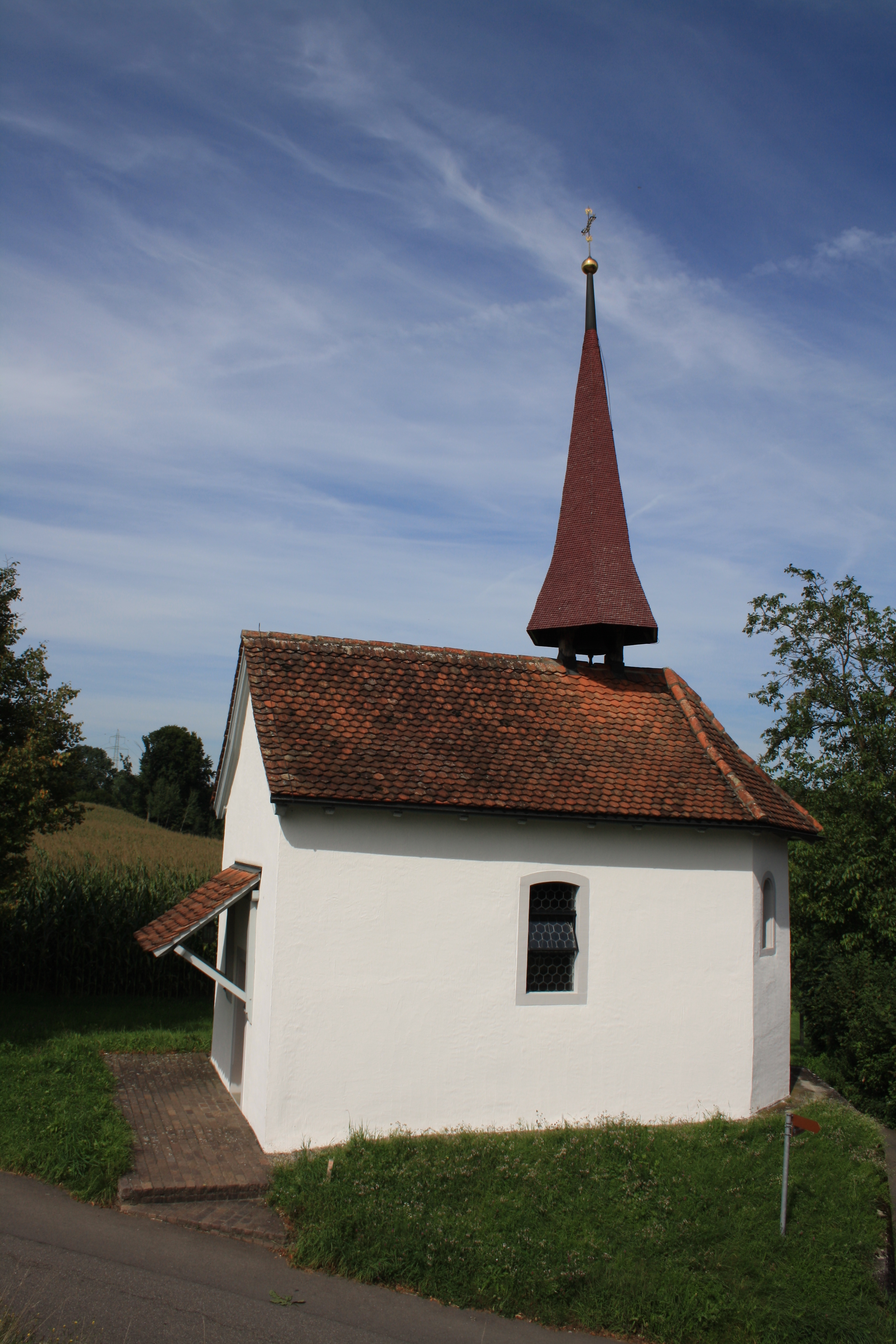
Eligiuskapelle

Die Eligiuskapelle ist eine römisch-katholische Kapelle in Meienberg, einem zur Gemeinde Sins im Kanton Aargau gehörenden Dorf. Sie befindet sich an der alten Strasse nach Auw und steht unter Denkmalschutz.
Das im Jahr 1386 während des Sempacherkriegs von den Eidgenossenschaft zerstörte Städtchen Meienberg besass kein eigenes Gotteshaus, sondern gehörte seit jeher zur Pfarrei Sins. 1553 entstand nördlich des mittlerweile zu einem Dorf herabgesunkenen Ortes eine dem Heiligen Eligius geweihte Kapelle. 1982 erfolgte eine Renovation.
Die kleine geostete Kapelle besitzt einen dreiseitig geschlossenen Chor. Über dem Satteldach erhebt sich ein offener Dachreiter mit Spitzhelm. Im Innern befindet sich ein klassizistischer Altar aus marmoriertem und sparsam vergoldetem Holz, flankiert von Figuren der Heiligen Eligius und Erasmus, die um 1670 bzw. 1750 angefertigt wurden. Mehrere barocke Gemälde an den Seitenwänden stellen das Martyrium dieser Heiligen dar.